# Herba de l'ala
L'herba de l'ala, ènula, ala, herba del mal estrany o ínula, (Inula helenium) és una planta que pertany a la família de les asteràcies (Asteraceae). Es troba a tot Europa central, meridional i oriental. També a Àsia menor i a Amèrica del nord. És molt comuna a Gran Bretanya. Tant a Catalunya com a Espanya és una planta poc freqüent que es troba al nord i als Pirineus.

## Generalitats

### Sinònims
Corvisartia helenium (L.) Mérat, Helenicum Grandiflorum Gilib, Inulae radix, Enulae radix, Inulae rhizoma.

### Noms populars en altres llengües
- Español: ala, helenio, raíz del moro
- Português: helénio, énula-campana
- Türkçe: andızotu
- Français: grande aunée, inule
- English: elecampane, velvet-dock
- Deutsch: echter alant
- Chinese: tu mu xiang

### Etimologia
L'origen etimològic del nom genèric Inula (helenion en grec) significa purgar, fent lloança a les seves propietats depuratives. Pel que fa a l'origen del nom específic, prové també del grec, i podria significar cistella de flors, fent referència a les agrupacions de flors característiques d'aquesta espècie.
També és freqüentment comentat que helenium fa referència a Helena de Troia. Es diu que del vessament de les seves llàgrimes nasqué aquesta planta.

### Hàbitat
Prefereix l'ombra, les zones humides i pantanoses. Té una certa tendència pel sól àcid. Se'n troben de silvestres escampades pel territori, on antigament s'havien cultivat.

## Descripció

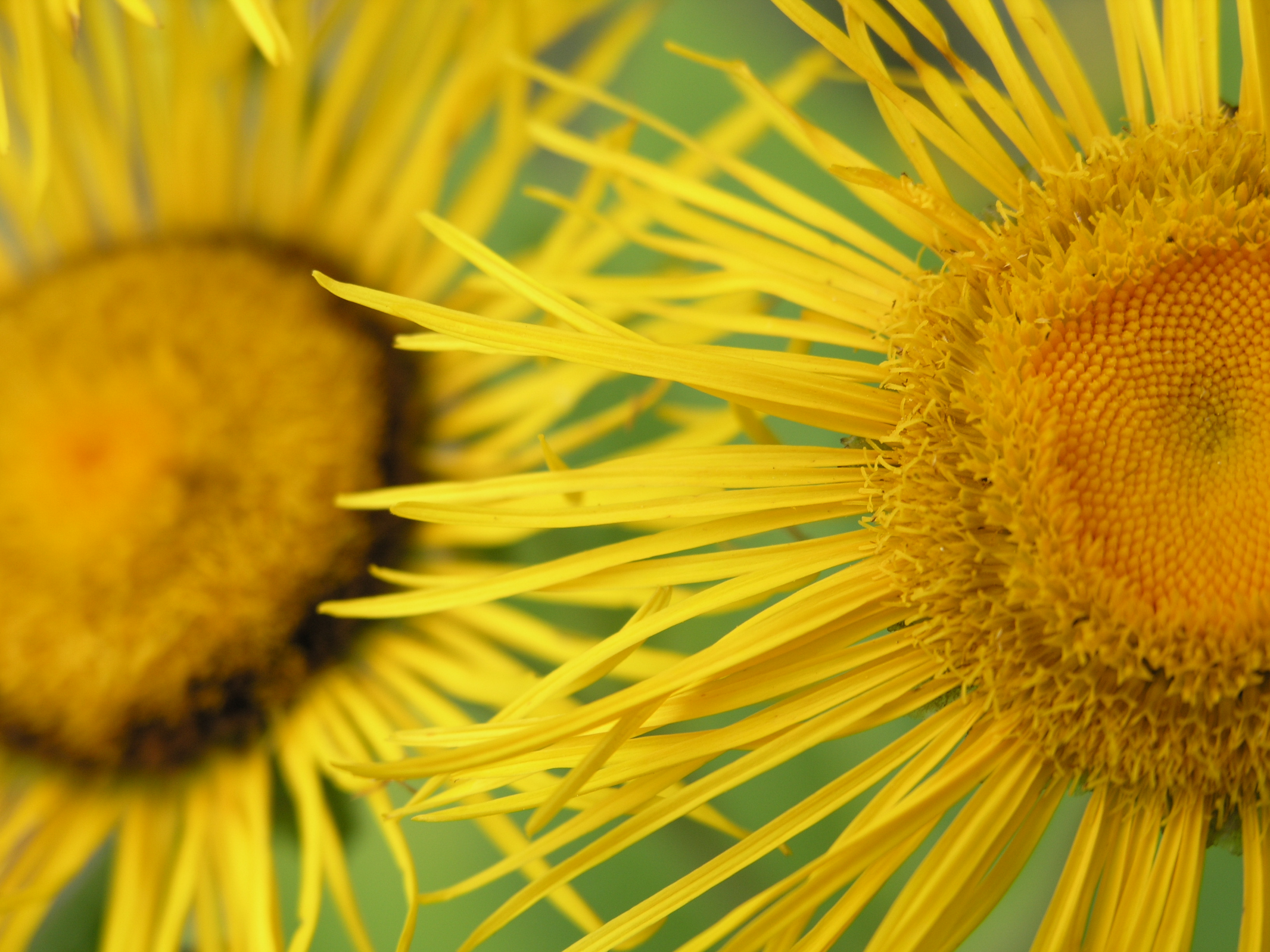
Flors

És una planta perenne (en algunes fonts se cita com a planta vivaç).
Va des dels 50cm i en bones condicions pot arribar fins als 1,5m d'altura o fins i tot 2m.

### Òrgans vegetatius
La rel principal té ramificacions secundàries compactes i és axonomorfa.
La tija és herbàcia amb un tipus de ramificació monopòdica (ramificada a la part superior de la planta). Les fulles són herbàcies i simples, les basals oblongues amb l'àpex agut. Les caulinars són cordades i amb l'àpex també agut. El marge de les fulles és dentat. La inserció de les fulles a la tija és peciolada, excepte en les superiors que és decurrent. Són toves amb el revers del limbe blanquinós degut a la pilositat present i amb nervadura pennada. La seva disposició és esparsa.
A la part superior de la planta la tija es ramifica i forma grans cabdells d'uns 10cm de diàmetre protegits per bràctees.

### Òrgans reproductors

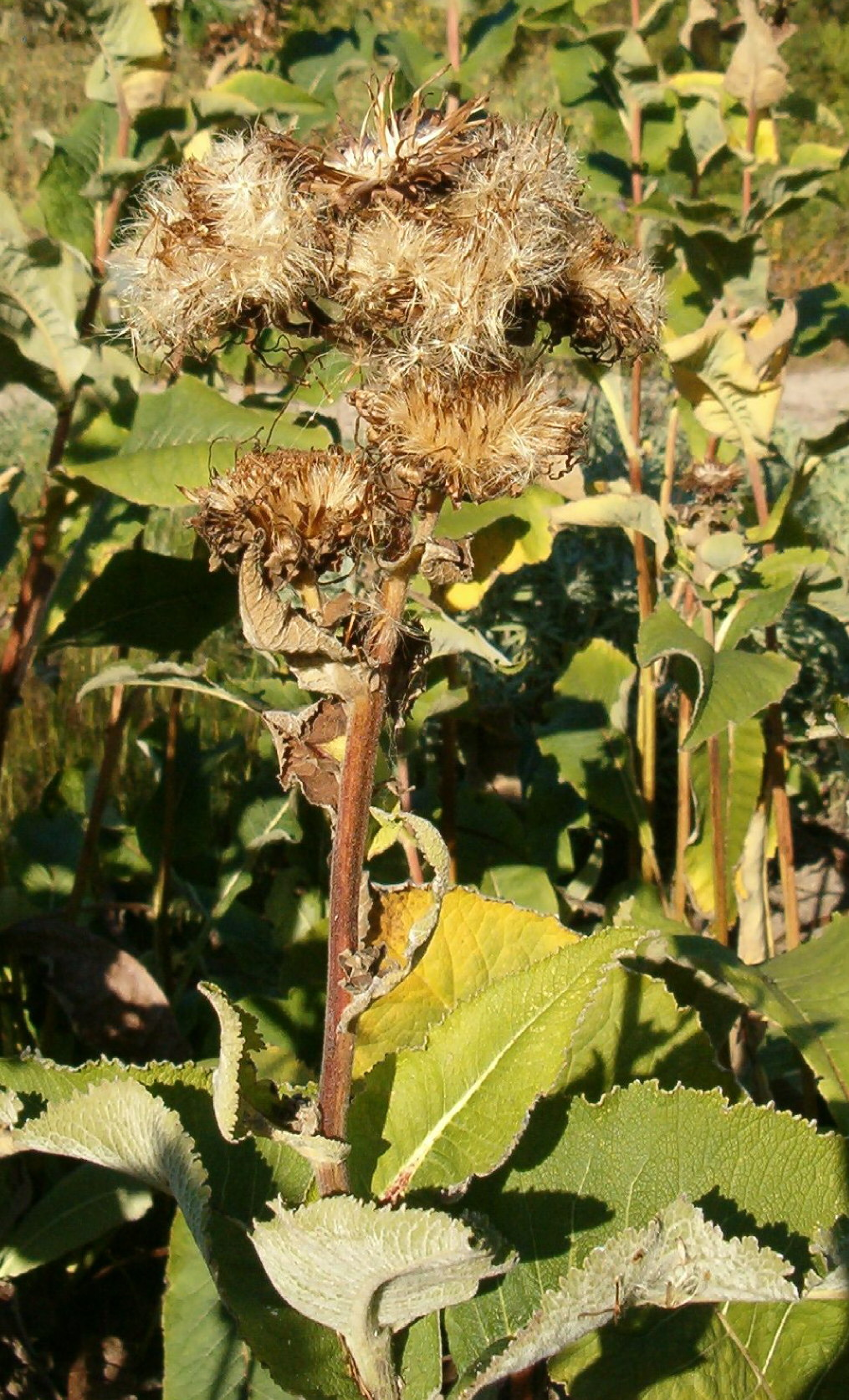
Aqueni (fruits)

Forma una inflorescència racemosa, cíclica i capitular d'un intens color groc.
Té un periant diferenciat. El calze és gamosèpal (amb les peces soldades) i verdós. La corol·la és dialipètala, ja que té els pètals lliures entre ells.
El fruit és un aqueni més o menys quadrangular. Els estams de l'androceu són inclusos.

## Farmacologia

### Part utilitzada
S'utilitza el rizoma i les arrels de les plantes de 2 a 3 anys. Recollits preferentment a la tardor.

### Composició química
L'oli essencial conté una barreja de lactones sesquiterpèniques, el grup més important de les quals són els eudesmanòlids: alantolactona (majoritària, que forma l'helanina), isoalantolactona (també formarà helanina), àcid alàntic, alantol i més productes de la descomposició de la alantolactona.
El conjunt de alantolactones forma el que s'anomena en castellà “alcanfor de helenio o d'ènula (helanina)”
Cal destacar que el rizoma i l'arrel d'aquesta planta contenen un 44% d'inulina, substància de reserva formada per molècules de fructosa. La inulina s'aïllà per primer cop d'aquesta planta, per aquest motiu duu el seu nom.
També s'hi troben presents terpens, fitosterols, mucílags, resina, flavonoides i substàncies amargues que li confereixen un toc especial, sovint apreciat en cuina.

### Accions i propietats farmacològiques
Tal com diu Pius Font i Quer en el seu llibre Plantas medicinales: el Dioscòrides renovado poques són les plantes que se'ls hagin atribuït més virtuts. De manera que intentarem citar les que considerem més importants i les reconegudes científicament.
Una d'important és la diürètica, deguda principalment a l'acció de la inulina. La inulina és un polisacàrid de reserva constituït per molècules de fructosa. Com que no és metabolitzada per l'organisme, s'elimina completament per via renal afavorint l'excreció d'orina.
L'acció que sens dubte desperta més l'interès des del punt de vista medicinal i farmacològic és l'antimicrobiana. S'ha pogut demostrar que la alantolactona i la isoalantolactona tenen activitat bactericida i fungicida. Els microorganismes més afectats per la seva acció són Mycobacterium tuberculosis, Staphylococcus aureus i Klebsiella pneumoniae. Recentment s'ha descobert que és efectiva contra la forma Meticilina resistent del Staphylococcus aureus. Aquestes últimes activitats només han estat experimentades in vitro, de manera que encara no la podem aplicar per aquestes afeccions.
En canvi, sí que ha demostrat una activitat antihelmíntica en humans.
Fins i tot es realitzen proves amb resultats satisfactoris en oncologia experimental.
Altres efectes importants són l'expectorant, espasmolítica, bèquica, antisèptica, lleugerament hipotensiva, colagoga, sedant i vulneraria (cicatritzant).

### Usos medicinals
S'utilitza com a remei expectorant amb el que combatre la bronquitis i l'asma. Especialment recomanat contra la tos persistent i irritant. Del seu vi es diu tonificant.
Externament s'utilitza en forma de cataplasmes pel tractament d'exantemes i altres afeccions cutànies, com antisèptic.
Ja que les accions fluïdificants de secrecions, colerètica i diürètica de la droga han estat demostrades experimentalment, també és recomanable el seu ús per aquests fins.
Tradicionalment s'usa per a la cura de moltes afeccions, per al constipat, dispèpsia, aerofàgia, discinèsia biliar, oligúria, retenció urinària, edemes, dismenorrea i síndrome premenstrual. Així com en cucs intestinals.

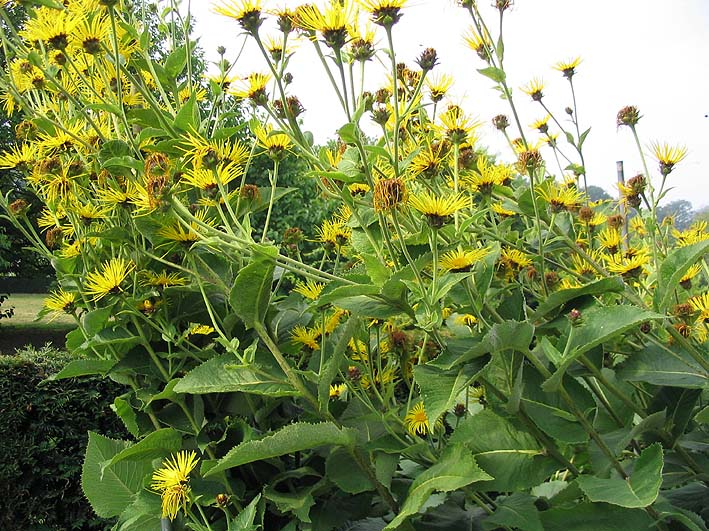
Vista general de la planta

### Mode d'administració
En forma d'infusió es prepara amb 5gr. de la droga per 100 gr. d'aigua. Per un bon efecte d'aquesta s'han de prendre entre 3 i 4 tasses al dia.
També se'n pot fer una tisana pectoral i fins i tot vi. El qual s'ha de deixar macerar amb l'herba durant uns mesos.

### Toxicitat
En principi, la possibilitat d'intoxicació presa en infusions, o ben dosificada és molt baixa.
Dosis molt altes i sobredosis pot produir dispnea, irritació de les mucoses, salivació profusa, vòmits, espasmes i convulsions. En aquest cas, caldrà recórrer ràpidament a un centre d'atenció sanitària.
També és molt susceptible a reaccionar enfront dels epitelis de persones amb hipersensibilitat o al·lèrgiques. Cal evitar el seu ús durant el període de lactància o l'embaràs.
Pot empitjorar la situació si el pacient té úlceres peptídiques o gastritis.

## Cultiu
Les llavors es planten al setembre en un recipient que conservi la temperatura. Germinen al cap de quatre setmanes. Cal protegir el planter que conté les plàntules enfront de les gelades i els canvis bruscos de temperatura. Un cop és primavera, cap a març estan llestes per al trasplantament. El terreny ha de ser ric en nutrients, humit, fresc, profund i àcid. Cal mantindre les plantes distanciades per a facilitar el desenvolupament de les parts subterrànies.

## Recol·lecció
A la tardor del segon o tercer any d'haver-les plantat es poden arrancar les arrels. Aquestes poden arribar a fer 5 cm de diàmetre. Llavors, es procedeix a netejar-les i es tallen en rodanxes de 2cm de gruix per assecar-les al sol.
Es pot arribar a un rendiment de 30kg d'arrel seca per àrea.

## Conservació
Cal protegir la droga en llocs secs, frescs i protegits de la llum i de plàstics.

## Aspectes legals
El rizoma i l'arrel es troben presents a la Farmacopea Britànica. En canvi, no estan aprovats per la comissió E de monografies d'Alemanya.
Sí que és aprovada per les autoritats sanitàries Bolivianes.

## Altres usos
Degut al seu gust amarg i especial és utilitzat en cuina. La indústria de caramels i de fabricació de begudes alcohòliques la fa servir per edulcorar els seus productes. En perfumeria es fa servir un àcid present en la planta. La inulina, a causa del seu gust dolç es dona a diabètics com a substitut del sucre.